# Кеціу
Кеціу (рум. Chețiu) — село у повіті Бистриця-Несеуд в Румунії. Входить до складу комуни Кіокіш.
Село розташоване на відстані 323 км на північний захід від Бухареста, 25 км на південний захід від Бистриці, 53 км на північний схід від Клуж-Напоки.

## Населення
За даними перепису населення 2002 року у селі проживали 384 особи. Усі жителі села рідною мовою назвали румунську.
Національний склад населення села:
| Національність | Кількість осіб | Відсоток |
| -------------- | -------------- | -------- |
| румуни         | 377            | 98,2%    |
| цигани         | 6              | 1,6%     |